# Phare de Famagouste
Le phare de Famagouste ou phare de Karakol est un phare actif situé au nord-ouest de Famagouste, dans le district de Gazimağusa (République turque de Chypre du Nord) dans le nord-est de l'île de Chypre, face à la Turquie.

## Histoire
Le premier phare a été établi établi en 1906 et il a été remplacé par le phare actuel qui marque l'entrée du port de Famagouste.

## Description
Le phare est une tour pyramidale conique, de 11 m de haut, avec balcon et lanterne. La tour est peinte avec des bandes verticales blanches et noires. Il émet, à une hauteur focale de 18 m un éclat blanc et rouge, selon direction, toutes les 7 secondes. Sa portée est de 15 milles nautiques (environ 28 km) pour le feu blanc et 11 milles nautiques (environ 20 km) pour le feu rouge.
Identifiant : ARLHS : CYP008 ; KTGK-33140 - Amirauté : N5893 - NGA : 20948 .

### Lien connexe
- Liste des phares de Chypre